# Aeroportul José María Velasco Ibarra
Aeroportul José María Velasco Ibarra (IATA: MRR, ICAO: SEMA) este un aeroport din Loja⁠(d), Ecuador ce deservește zona Macará⁠(d). A fost numit după José María Velasco Ibarra⁠(d).
Situat la o altitudine de 459 m, aeroportul dispune de o singură pistă.